# Ђорђе Милић
Ђорђе Милић (Београд, 27. октобар 1943) бивши је југословенски и српски фудбалер, фудбалски тренер и репрезентативац Југославије.

## Каријера
Милић је играо на позицији нападача. Током каријере наступао је за новосадску Војводину у периоду од 1960. до 1966. године. Потом је једну сезону играо и за београдску Црвену звезду (1966/67). Као интернационалац играо је за холандски Утрехт (1968-70) и турске тимове Аданаспор (1970-73) и Бешикташ (1973-75). Био је првак Југославије са Војводином 1966. године и освајач Купа Турске 1975. са Бешикташом.
За репрезентацију Југославије наступио је на једном мечу: 17. јуна 1964. у Београду против Румуније (резултат 1:2).
Након играчке каријере посветио се послу тренера. Водио је турске тимове Аданаспор, Бурсу и Бешикташ са којим је био првак Турске 1982. године.

## Трофеји
Као играч
Војводина
- Првенство Југославије: 1965/66.

Бешикташ
- Куп Турске: 1975.

Као тренер
Бешикташ
- Првенство Турске: 1981/82.